# (811) Nauheima
(811) Nauheima ist ein Asteroid des Hauptgürtels, der am 8. September 1915 vom deutschen Astronomen Max Wolf in Heidelberg entdeckt wurde.
Benannt wurde der Asteroid nach der deutschen Stadt Bad Nauheim.